# Frankenhain (Geratal)
Frankenhain – część gminy (Ortsteil) Geratal w Niemczech, w kraju związkowym Turyngia, w powiecie Ilm. Do 31 grudnia 2018 jako samodzielna gmina wchodziła w skład wspólnoty administracyjnej Oberes Geratal. Leźy w Lesie Turyńskim. Liczy 967 mieszkańców (31 grudnia 2018).

## Współpraca
Miejscowości partnerskie:
- Nieste, Hesja